# Mönsterås församling
Mönsterås församling är en församling i Stranda-Möre kontrakt i Växjö stift och Mönsterås kommun. Församlingen ingår i Mönsterås-Fliseryds pastorat.
Församlingskyrka är Mönsterås kyrka.

## Administrativ historik
Församlingen har medeltida ursprung. 
Församlingen har utgjort ett eget pastorat till den 1 januari 2006 från vilken församlingen är en del av Mönsterås-Fliseryds pastorat.

## Series pastorum
| Ämbetstid              | Namn                                   | Levnadstid             |
| (1411)                 | Gerdh van Vizen                        |                        |
| (1419)–(1441)          | Jacobus                                |                        |
| (1490)                 | Henning                                |                        |
| före 1547              | Andreas                                | d. omkr. 1565          |
| (1547)–(1561)          | Claudius                               |                        |
| 1562–1571              | Andreas Jonae                          | d. omkr. 1572          |
| 1572–1591              | Andreas Elavi                          |                        |
| 1591–1598              | Olaus Petri                            | d. 1598                |
| 1599–1634              | Johannes (Hans) Petri                  | d. 1634                |
| 1637–1675              | Petrus Johannis Munsterus              | d. 1675                |
| 1676                   | Andreas Catonius                       | 1636–1677              |
| 1677                   | Ericus Herlinus                        | 1644–1677              |
| 1677–1687              | Hemming Ernestius                      | omkr. 1630–1687        |
| 1688–1706              | Olof Olai Palmberg                     | d. 1706                |
| 1708–1724              | Birger Hassellöf                       | d. 1724                |
| 1726–1750              | Magnus Gabriel Craelius                | 1686–1750              |
| 1752–1773              | Israel Melin                           | 1717–1773              |
| 1774                   | Herman Schröderheim                    | 1749–1802              |
| 1777–1778              | Jacob Wallenberg                       | 1746–1778              |
| 1780–1806              | Gustaf Hackman                         | 1748–1806              |
| 1809–1817              | Fredik Elfström                        | 1757–1817              |
| 1820–1878              | Anders Georg Elfström                  | 1784–1879              |
| 1880–1892              | Charles Fredrik Lars Vilhelm Strömberg | 1834–1892              |
| 1895–1926              | Johan Alfred Jönsson                   | 1846–1932              |
| 1926–(åtminstone 1947) | Anders Johan (John) Sjöberg            | 1892–(åtminstone 1947) |

## Organister och klockare
| Ämbetstid  | Namn                         | Levnadstid | Övrigt                 |
| ---------- | ---------------------------- | ---------- | ---------------------- |
| 1654–1655  | Anders Froste                |            | Klockare.              |
| 1668–1670  | Jon                          | -1688      | Klockare.              |
| 1688       | Jonas Månsson?               |            | Organist               |
| 1727       | Swen                         |            | Organist               |
| 1728-1762  | Lind                         |            | Organist.              |
| 1764-1798  | Olaus Lind                   | 1733-1798  | Organist.              |
| 1783-1794  | Carl Elias Appelgren         | 1757-1794  | Klockare.              |
| 1790-talet | Israel Peter Lindgren        |            | Organist               |
| 1827-1841  | Anders Cyrén                 | 1802-1854  | Organist och klockare  |
| 1841-1883  | Per Adolf Sandstedt          | 1801-1883  | Organist och klockare. |
| 1957–1964  | Maj Anna Kristina Strandgärd | 1920–      | Organist.              |